# طابع اختبار
طابع الاختبار هو ملصقة تشبه طابع البريد، تستخدمه السلطات البريدية لاختبار المعدات. عادةً ما يكون له نفس حجم وشكل الطوابع العادية، ولكن بتصميم بسيط. على الرغم من عدم توفره عادةً لعامة الناس، إلا أن بعضه قد وجد طريقه إلى أيدي الأفراد، وهو تخصص معروف في هواية جمع الطوابع.
طوابع الاختبار هي نوع من طوابع سندريلا، وفي الولايات المتحدة تُعرف أيضًا باسم الطوابع الوهمية.
في بعض البلدان، قد يكون هناك تداخل بين طوابع الاختبار وطوابع التدريب، ولكن بينما لا تتطلب طوابع الاختبار أي قيمة محددة، غالبًا ما تُنتج طوابع التدريب بقيم متنوعة أو تكون طوابع أصلية تُلغى بواسطة خطوط، مما يُساعد في عملية التدريب.

## فرنسا
استُخدمت طوابع الاختبار في فرنسا منذ عام 1849. توجد حوالي 40 سلسلة مختلفة، تحتوي على 600 مرجع، في كتيبات أو ملفات أو أوراق بسيطة. أشهرها سلاسل "برنارد باليسي" أو "بيك فيرت".

## ألمانيا
استُخدمت طوابع الاختبار في ألمانيا بين عامي 1915 و1930 لعرض شكل إعلانات المعلنين في كتيبات الطوابع. أُنتجت مجموعات صغيرة من الكتيبات بأرقام ملونة كبيرة بدلاً من الطوابع المخصصة لهذا الغرض. أصبحت هذه الكتيبات نادرة جدًا الآن.

## المملكة المتحدة

طابع البيض المسلوق

في المملكة المتحدة، تُعرف طوابع الاختبار لآلات توزيع الملفات أحيانًا باسم طوابع البيض المسلوق، نظرًا لتصميمها. طُبعت بنفس حجم وشكل الطوابع الرسمية للمملكة المتحدة، وثقبت بنفس الطريقة. كانت كمية الحبر المستخدمة هي نفسها المستخدمة في طوابع البريد الفعلية، بحيث يمكن استخدامها لاختبار الآلات بمواد أقرب ما يمكن إلى طوابع البريد الفعلية. غير لون طوابع الاختبار هذه من الأخضر إلى الأسود بعد عام 1937 عندما تُركت بعض ملفات الاختبار عن طريق الخطأ في آلة واستُخدمت بصفة طوابع بقيمة نصف بنس. في وقت تغيير اللون هذا، أُضيف نص أيضًا إلى منتصف الملصقات يشير إلى استخدامها. لم تعد الطوابع قيد الاستخدام.

## الولايات المتحدة
استخدمت الولايات المتحدة طوابع الاختبار على نطاق واسع، بأنواعها المختلفة التي صدرت على مر السنين. وكانت هذه الطوابع تُصنع عادةً على هيئة لفائف.

## بلدان أخرى
من البلدان الأخرى التي أصدرت واستخدمت طوابع اختبار هولندا والسويد وسويسرا.